# Jase Richardson
Jason Anthoney Richardson II (Berkeley, 16 ottobre 2005) è un cestista statunitense di ruolo playmaker e guardia tiratrice, professionista nella NBA con gli Orlando Magic.

## Carriera

### College
Richardson si è iscritto alla Michigan State University nel giugno 2024 per prendere parte agli allenamenti estivi degli Spartans. Ha debuttato nella pallacanestro universitaria contro Monmouth il 4 novembre 2024, segnando 10 punti, con 2 rimbalzi e 4 assist, nella vittoria per 81–57. A fine anno è stato inserito nel terzo quintetto ideale della Big Ten Conference e nella formazione ideale dei debuttanti della stessa. L'8 aprile 2025 ha annunciato, tramite il suo profilo di Instagram, che sarebbe passato tra i professionisti.

### Carriera professionistica
Richardson è stato selezionato nel corso del primo giro (25º assoluto) dagli Orlando Magic nel Draft NBA 2025.

## Statistiche

### College
| Anno      | Squadra      | PG | PT | MP   | TC%  | 3P%  | TL%  | RP  | AP  | PRP | SP  | PP   |
| --------- | ------------ | -- | -- | ---- | ---- | ---- | ---- | --- | --- | --- | --- | ---- |
| 2024-2025 | MSU Spartans | 36 | 15 | 25,3 | 49,3 | 41,2 | 83,6 | 3,3 | 1,9 | 0,8 | 0,3 | 12,1 |
| Carriera  | Carriera     | 36 | 15 | 25,3 | 49,3 | 41,2 | 83,6 | 3,3 | 1,9 | 0,8 | 0,3 | 12,1 |

## Palmarès

### Scuole superiori
- Jordan Brand Classic (2024)

### NCAA
- Third-team All-Big Ten (2025)
- Big Ten All-Freshman Team (2025)

## Vita privata
Richardson è figlio dell'ex giocatore NBA Jason Richardson.